# Pagelaran (plaats in Pringsewu)
Pagelaran is een bestuurslaag in het regentschap Pringsewu van de provincie Lampung, Indonesië. Pagelaran telt 5629 inwoners (volkstelling 2010).